# Viladrau
Viladrau est une commune de la province de Gérone, en Catalogne (Espagne). Elle fait partie de la comarque d'Osona.